# Jackass: Кретените завинаги
„Jackass: Кретените завинаги“ (на английски: Jackass Forever) е американска комедия от 2022 година на режисьора Джеф Тримейн. Филмът е продължение на „Кретените 3D“ (2010) – четвъртата главна част и като цяло петата част от филмовата поредица „Кретените“. Във филма участват Джони Ноксвил, Стив-О, Крис Понтиус, Дейв Инглънд, Уий Ман, Дейнджър Ехрен и Престън Лейси. Също включва различни гост-знаменитости и малка роля от бившия член на актьорския състав Бам Марджера, който е уволнен по време на производството на филма.
Премиерата на филма се състои в Китайският театър в Холивуд, Калифорния на 2 февруари 2022 г. и е излъчен по кината в Съединените щати на 4 февруари. Филмът е много добре приет от критиците, които го считат за най-добрият филм от поредицата. Спечели повече 68.3 млн. щ.д. в световен мащаб.

## Актьорски състав
Актьорският състав от предишните филми се завръщат, с изключение на оригиналния член на „Jackass“ – Райън Дън, който почина през 2011 г., но се появява чрез архивни кадри по време на финалните надписи. Това е първият филм на „Jackass“ да включва нови членове на актьорския състав. Бам Марджера е уволнен по време на продукцията през февруари 2021 г.
- Джони Ноксвил
- Стив-О
- Джейсън Акуня
- Крис Понтиус
- Дейв Инглънд
- Дейнджър Ехрен
- Престън Лейси
- Шон „Попийс“ Макинърни
- Зак Холмс
- Джаспър Долфин
- Рейчъл Улфсън
- Ерик Манака

### Гост звезди
- Компстън „Дарк Шарк“ Уилсън
- Ник Мерлино
- Дейвид Гравет
- Арън Хомоки
- Джулс Силвестър
- Скот Хендли
- Гари Лефлю
- Роб Дирек
- Ерик Андре
- Францис Нганоу
- Даниел О'Тул
- Пи Кей Субан
- Тори Белечи
- Машин Ген Кели (като Колсън Бейкър)
- Тайлър Дъ Криейтър
- Брандън Лефър
- Майкъл Руни
- Паркс Бонифей

## В България
В България филмът е насрочен да е пуснат на 11 март 2022 г. от Форум Филм България.